# Нарния (вымышленное государство)
Нарния (англ. Narnia) — королевство в мире Нарнии.

## Название Нарнии
Вымышленное королевство предположительно названо К. С. Льюисом в честь небольшого итальянского города Нарни, или Нарнии (лат. Narnia) в Умбрии, между Римом и Ассизи (совр. провинция Терни), основанного в VII в. до н. э. осками как Неквин (лат. Nequinum), но переименованного их завоевателями-римлянами в честь протекавшей через него реки Нера, притока Тибра. Источником для заимствования могли послужить географические карты и справочники, или же книга вторая полемического сочинения Тертуллиана «Апология, или К язычникам» (200 г. н. э.), где этот город упоминается в перечне центров языческих культов как место почитания бога Визидиана Нарниенского.

## История Нарнии
Мир Нарния был создан львом Асланом. До его создания на том месте, где впоследствии появился этот мир, была пустота. Аслан запел первую песню, создав основу мира. После этого его песнь переменилась, появились растения, деревья, травяной покров. Затем, когда Аслан запел третью песню, стали появляться животные и мифические существа.
Аслан созвал для совета по одному самцу и одной самке от каждого животного и наделил их даром речи. Он рассказал им об этом мире, о том, что можно делать, а чего нельзя, и что в случае нарушения правил, они снова станут бессловесными.
Первыми королями Нарнии (и Орландии) Асланом были назначены Франциск и Елена. 
В 900 году от сотворения Нарнии власть в Нарнии захватила Белая Колдунья. Власть Белой Колдуньи продлилась 100 лет, и в 1000 году от сотворения Нарнии, Нарния была освобождена 4 детьми Адама и Евы: Питером, Сьюзен, Эдмундом и Люси Певенси. 

## География Нарнии
Название «Нарния» связано не только с Нарнийским миром, но особенно со страной Нарния внутри этого мира, которую создатель Аслан — Великий Лев — наполнил говорящими животными и мифическими существами. Нарния — страна гор и равнин, в основном покрыта лесом. На востоке страну ограничивает Восточный Океан, на западе — огромные горы, на севере — река Шриббл, и на юге — тоже горы.
Экономическое сердце страны — Великая Река Нарнии, которая входит в страну на северо-западе и на юго-востоке впадает в Восточный Океан. Резиденция правительства — Кэр-Паравель, в устье Великой Реки. Другие города на реке (с востока на запад): Беруна, Плотиная Дамба и Чиппингфорд. Частью территории Нарнии являются Одинокие Острова (со времён Геила ставшие вассальным герцогством) и, скорее всего, Семь Островов.

## Население Нарнии
В Нарнии живут говорящие животные и мифические существа. Первые получили в дар от Аслана способность мыслить и говорить, а вторые были им призваны сюда. Также Нарнию населяют люди, попавшие сюда с Земли через порталы.

## Правители Нарнии

### Династия Франциска
| Имя правителя      | Годы правления                                                                                   |
| Франциск I и Елена | 1 — ? гг.                                                                                        |
| Франциск II        | ?                                                                                                |
| Франциск III       | ?                                                                                                |
| Франциск IV        | ?                                                                                                |
| Франциск V         | около 180 г.                                                                                     |
| Франциск VI        | ?                                                                                                |
| Франциск VII       | ?                                                                                                |
| Франциск VIII      | ?                                                                                                |
| Ветр (Гейл)        | около 302 г.                                                                                     |
| Лебедь             | около 302 г. (точно неизвестно. В Седьмой книге сказано, что она правила «ещё до Белой Колдуньи» |

### Долгая Зима
| Имя правителя             | Годы правления |
| Джадис или Белая Колдунья | 900 — 1000 гг. |

### Золотой Век Нарнии
| Имя правителя                | Годы правления  |
| Питер, Сьюзен, Эдмунд и Люси | 1000 — 1015 гг. |

### Тельмаринская Династия
| Имя правителя | Годы правления  |
| Лебедь II     |                 |
| Каспиан І     | около 1998 г.   |
| Каспиан II    | ?               |
| Каспиан III   | ?               |
| Каспиан IV    | ?               |
| Каспиан V     | ?               |
| Каспиан VI    | ?               |
| Каспиан VII   | ?               |
| Каспиан VIII  | ?               |
| Каспиан IX    | ? — 2290 гг.    |
| Мираз         | 2290 — 2303 гг. |
| Каспиан X     | 2303 — 2356 гг. |
| Рилиан        | 2356 — ? гг.    |
| Каспиан XI    | ?               |
| Эрлиан        | ?               |
| Тириан        | ? — 2555 гг.    |